# 짐 파머
제임스 앨빈 파머(영어: James Alvin Palmer, 1945년 10월 15일~)는 미국의 프로 야구 선수이다. 19시즌 동안 메이저 리그 베이스볼(MLB)의 볼티모어 오리올스(1965~1967, 1969~1984)에서 투수로 뛰었다. 1970년대에 쌓은 승수가 186승으로 같은 기간 모든 메이저 리그 투수 중 가장 많은 승을 따냈다. 20승 이상 기록한 시즌이 여덟 차례이며, 1970년대에 세 번의 사이 영 상과 네 번의 골드글러브를 수상했다. 볼티모어 오리올스에서만 268승을 거둬 소속 구단 선수 중 가장 많은 승을 쌓았다. 여섯 차례 아메리칸 리그(AL) 올스타로 선정되었으며, 선수 생활 내내 단 하나의 만루 홈런을 허용하지 않았다.
여덟 해 동안 포스트시즌을 경험했으며, 소속팀 볼티모어 오리올스의 세 차례 월드 시리즈 우승과 여섯 차례 아메리칸 리그(AL) 페넌트 우승, 그리고 일곱 차례의 아메리칸 리그 동부 지구 우승에 있어 지대한 역할을 했다. 또한 세 번의 다른 연대(1960년대, 1970년대, 1980년대)의 월드 시리즈에서 모두 승리를 따낸 유일한 투수이다. 1966년 월드 시리즈에서 자신의 커리어에서 월드 시리즈 마지막 등판이었던 샌디 쿠팩스를 상대로 완봉승을 따냄으로서, 월드 시리즈에서 가장 어린 나이(21살 되기 9일 남은 시점)에 완봉을 기록한 투수였다. 1971년 볼티모어 오리올스의 선발 투수진은 네 명의 20승 투수로 구성되어 있었는데, 파머는 그중 네 번째 선발이었다. 1990년에 미국 야구 명예의 전당에 헌액되었다.
한편, 본인(파머)이 단 22번은 20번대 중 본인(파머)과 클레이턴 커쇼  등 투수의 사용율이 높다.